# 熊本県道39号矢部阿蘇公園線
熊本県道39号矢部阿蘇公園線（くまもとけんどう39ごう やべあそこうえんせん）は、熊本県上益城郡山都町から阿蘇郡南阿蘇村に至る県道（主要地方道）である。

## 概要
上益城郡山都町畑から阿蘇郡南阿蘇村大字中松に至る。
上益城郡山都町御所 - 阿蘇郡南阿蘇村大字久石の間は未開通である。このうち南阿蘇村側はグリーンロード南阿蘇と直結している。供用区間のほとんどは改良工事が進み2車線化され、歩道も断続的に全線にわたって整備されている。

### 路線データ
- 起点：熊本県上益城郡山都町畑（山都町畑交差点、国道218号交点）
- 終点：熊本県阿蘇郡南阿蘇村大字中松（国道325号交点）

## 歴史
- 1960年（昭和35年） - 熊本県道71号中松矢部線として路線認定される。
- 1967年（昭和42年） - 1972年（昭和47年）頃 - 整理番号が150に変更される。
- 1982年（昭和57年）
  - 主要地方道矢部阿蘇公園線として指定される。
  - 10月、熊本県道150号中松矢部線が熊本県道39号矢部阿蘇公園線に変更される。
- 1993年（平成5年）5月11日 - 建設省から、県道矢部阿蘇公園線が矢部阿蘇公園線として主要地方道に再指定される[1]。

## 路線状況

### 道路施設

#### トンネル
起点から
- 杉ノ鶴隧道：延長14 m、1943年（昭和18年）竣工、熊本県上益城郡山都町
- 小川トンネル：延長53 m、1993年（平成5年）竣工、上益城郡山都町

## 地理

### 通過する自治体
- 上益城郡山都町
- 阿蘇郡南阿蘇村

### 交差する道路
| 交差する道路              | 市町村名 | 市町村名 | 交差する場所 | 交差する場所          |
| ------------------------- | -------- | -------- | ------------ | --------------------- |
| 国道218号                 | 上益城郡 | 山都町   | 畑           | 山都町畑交差点 / 起点 |
| 熊本県道222号柿原入佐線   | 上益城郡 | 山都町   | 入佐         |                       |
| 熊本県道152号稲生野甲佐線 | 上益城郡 | 山都町   | 御所         |                       |
| 未供用区間                |          |          |              |                       |
| 熊本県道28号熊本高森線    | 阿蘇郡   | 南阿蘇村 | 大字久石     | 久石交差点            |
| 国道325号                 | 阿蘇郡   | 南阿蘇村 | 大字中松     | 終点                  |

### 交差する鉄道
- 南阿蘇鉄道高森線

### 沿線
- 通潤橋（起点付近）
- 道の駅通潤橋
- E77 九州中央自動車道 5 山都通潤橋IC
- 熊本県立矢部高等学校
- 西御所川（緑川水系）
- 東御所川（緑川水系）
- グリーンピア南阿蘇
- 白川
- 中松郵便局
- 南阿蘇鉄道高森線 中松駅